# Locris mongana
Locris mongana är en insektsart som beskrevs av Victor Lallemand 1941. Locris mongana ingår i släktet Locris och familjen spottstritar. Inga underarter finns listade i Catalogue of Life.